# Sakura addiction
「Sakura addiction」（サクラ アディクション）は、アニメ「家庭教師ヒットマンREBORN!」のキャラクターソングCDであり、雲雀恭弥（声：近藤隆） と 六道骸（声：飯田利信）のデュエットを収録したシングルである。
また、演奏を担当したのもSPLAYである。この時、Guitarは、圓木理人とvoの向井隆昭、Bassを東俊介、Drumsを道本卓行が担当した。

## 概要
CDは、雲雀恭弥版（PCCA-70201）と六道骸版（PCCA-70202）の2種類あり、それぞれカップリングに収録されたソロ曲が異なる。
オリコンチャートにおいては、2枚合算で7位を記録した。

## 収録曲

### 雲雀恭弥版
1. Sakura addiction
作詞：向井隆昭、作曲：向井隆昭・道本卓行、編曲：SPLAY
  - 『家庭教師ヒットマンREBORN!』5thエンディングテーマ
2. ひとりぼっちの運命
歌：雲雀恭弥（近藤隆）
作詞：あべさとえ、作曲・編曲：上杉洋史
3. Sakura addiction（カラオケ）
4. ひとりぼっちの運命（カラオケ）
5. Sakura addiction （雲雀と歌える、骸抜きカラオケ）

### 六道骸版
1. Sakura addiction
2. クフフのフ〜僕と契約〜
歌：六道骸（飯田利信）
作詞：須賀正人、作曲・編曲：山崎一稔
3. Sakura addiction（カラオケ）
4. クフフのフ〜僕と契約〜（カラオケ）
5. Sakura addiction （骸と歌える、雲雀抜きカラオケ）